# Australian Crawl
Australian Crawl — австралийская рок-группа, существовавшая в 1978—1986 годах. С 1996 года входит в Зал Славы ARIA. Название группы отсылает к одноименному стилю плавания.
Группа образовалась в начале 1978 года из музыкантов, игравших до этого в группе Spiff Rouch. Оригинальный состав: Джеймс Рейн (вокал, клавишные и гармоника), Брэд Робинсон (ритм-гитара), Пол Уиллиамс (бас-гитара), Саймон Бинкс (лид-гитара) и Дэвид Рейн (ударные). Первое выступление состоялось в октябре 1978 года и продолжилось туром по пабам юго-восточных районов Мельбурна.
После ухода Дэвида Рейна в начале 1979 года, новым ударником стал Билл Макдоно, который привел за собой брата Гая (вокал и ритм-гитара). В августе 1979 был выпущен дебютный сингл Beautiful People, написанный Джеймсом Рейном еще в 1975 году и критикующий высшее общество Мельбурна того времени.
Дебютный альбом группы The Boys Light Up вышел в 1980 году, достиг четвертой позиции среди альбомов, всего оставаясь в чартах рекордную для Австралии 101 неделю и получив пятикратный платиновый статус. Второй сингл группы с этого же альбома — The Boys Light Up — был практически запрещен на радио из-за текста, который, как считалось, пропагандировал курение марихуаны.
Следующие два альбома — Sirocco (1981) и Sons of Beaches (1982) достигали первой позиции. Из синглов выше всего поднялся Reckless, возглавлявший хит-парады в 1983 году.
Группа ассоциировалась с культурой серфинга и однажды выступала спонсором профессионального соревнования по серфингу (Bell’s Beach Surfing Festival ‘84).
В 1982—1983 годах лидер группы Джеймс Рейн снимался в сериале Возвращение в Эдем.
После окончания съемок Джеймса в группе начались изменения. В 1983 группу покинул Билл Макдоно, в середине 1984-го в разгор турне от пневмонии скончался Гай Макдоно. После записи нескольких других альбомов, которые имели меньший успех, группа прекратила существование в 1986 году.

## Дискография
- 1980 — The Boys Light Up
- 1981 — Sirocco
- 1982 — Sons of Beaches
- 1983 — Semantics
- 1984 — Semantics (US LP)
- 1985 — Between a Rock and a Hard Place